# Борутине
Борутине (Борутино, Борутин) — колишнє село у Гладковицькій волості Овруцького повіту Волинської губернії та Виступовицькій і Руднянській сільських радах Овруцького району Житомирської області. До 1939 року — хутір. Зняте з обліку у 2009 році, відселене через забруднення внаслідок Чорнобильської катастрофи.

## Географія
Розміщувалося за 5 км від с. Виступовичі та за 14 км від пункту пропуску Виступовичі. Лежить між кордонами Білорусі та України, є українським селом, але для в'їзду до України потрібно пройти прикордонний контроль.

## Населення
Відповідно до результатів перепису населення СРСР, кількість населення, станом на 12 січня 1989 року, становила 116 осіб. Станом на 5 грудня 2001 року, відповідно до перепису населення України, кількість мешканців села становила 15 осіб.
У 1981 році проживало 170 осіб, у 2013 році — 11 осіб. В січні 2022 року в колишньому селі проживали 4 мешканці: 3 чоловіки та жінка.

## Історія
Вперше місцевість згадується в документах 1863 року — тоді селяни викупили землі у поміщиці Козловської. Розбудували поселення у 1911-12 роках.
До 1923 року — хутір Гладковицької волості Овруцького повіту Волинської губернії. У 1923 році увійшов до складу новоствореної Виступовицької сільської ради, котра, 7 березня 1923 року, включена до складу новоутвореного Овруцького району Коростенської округи. У 1939 році віднесений до категорії сіл. У 1941—44 роках в селі діяла Борутинська сільська управа.
У 1981 році існували початкова чотирирічна школа, магазин та клуб, на початку 1990-х років у селі було 60 дворів.
У 1993 році Кабінет Міністрів України відніс Борутине до другої зони радіоактивного забруднення, яка є обов'язковою для відселення. Мешканцям села надали оселі у смт Олександрівка Кіровоградської області.
28 червня 1997 року, відповідно до рішення Житомирської обласної ради «Про внесення змін в адміністративно-територіальний устрій окремих районів», Виступовицьку сільську раду ліквідовано, село включене до складу Руднянської сільської ради Овруцького району.
13 січня 2009 року село Борутине, рішенням Житомирської обласної ради, зняте з обліку.
Незважаючи на офіційне відселення, не всі жителі покинули село. У 2013 році тут постійно проживали близько 10 людей. Влітку сюди прибувають збирачі грибів та ягід, попри заборону цього промислу.